# ناهومي كاواسومي
ناهومي كاواسومي (ولدت 23 سبتمبر 1985)، هي لاعبة كرة قدم يابانية. تلعب في مركز الجناح لصفوف نادي سياتل رين في الدوري الأمريكي للسيدات. أصبحت لاعبة دولية منذ 2008، وفازت مع منتخب اليابان بكأس العالم في ألمانيا 2011. أحرزت هدفين في البطولة، أحدهما كان من مسافة 35 ياردة ضد منتخب السويد في نصف النهائي.

## النشأة
ترعرت ناهومي في كاناغاوا، 40 كيلو جنوب طوكيو. حيث بدأت في لعب كرة القدم، متتبعة خطى أختها الأكبر.

## الإنجازات
المنتخب الوطني
- كأس العالم
  - البطولة: 2011
  - الميدالة الفضية: 2015

- الألعاب الأولمبية
  - الميدالية الفضية : 2012

- الألعاب الآسيوية
  - الميدالية الذهبية : 2010

- كأس الأمم الآسيوية
  - الميدالية الذهبية : 2014

الأندية
- الدوري الياباني
  - البطولة: 2011، 2012، 2013

- الدوري الأمريكي
  - الدرع: 2014

## روابط خارجية
- ناهومي كاواسومي على موقع الاتحاد الدولي (مؤرشف)  (الإنجليزية)
- ناهومي كاواسومي على موقع الاتحاد الأوربي (الإنجليزية)
- ناهومي كاواسومي على موقع قاعدة بيانات كرة القدم.إي يو (الإنجليزية)
- ناهومي كاواسومي على موقع Soccerway.com (الإنجليزية)
- ناهومي كاواسومي على موقع عالم كرة القدم.نت (الإنجليزية)
- ناهومي كاواسومي على موقع اللجنة الأولمبية الدولية (الإنجليزية)
- ناهومي كاواسومي على موقع أوليمبيديا (الإنجليزية)